# Euthanasie van dieren
Euthanasie van dieren is het op een humane manier doden van een proefdier of huisdier. Vaak worden eufemismen gebruikt, zoals laten inslapen. Vaak spreekt men ook van een dier afmaken. 
Wanneer een dier wordt afgemaakt voor voedselconsumptie spreken we niet van euthanasie, maar van slachten.

## Criteria
Een euthanasiemethode moet voldoen aan onderstaande eigenschappen:
- Pijnloos
- Snel
- Eenvoudig
- Onomkeerbaar
- Veilig voor de uitvoerder
- Aangepast aan de diersoort en de leeftijd van het dier

## Redenen
- Om het dier uit zijn lijden te verlossen.
- Bij de afloop van het experiment.
- Om weefsels of organen te kunnen collecteren voor verder onderzoek.
- Wegens (ongeneeslijke of terminale) ziekte.
- Het bestrijden van ongebreidelde groei van het aantal zwerfhonden en -katten.
- Het bestrijden van epidemieën door dieren preventief te ruimen.
- Hondsdolheid.
- Gedragsprobleem, met name agressie of onhandelbaarheid bij honden of paarden.
- Een gebroken ledemaat of andere gecompliceerde ziekte of verwonding waarbij de eigenaar uitgebreide medische behandeling van het dier financieel niet kan permitteren (meestal bij vee).
- Ruimtegebrek: in sommige dierenasiels worden dieren afgemaakt wanneer ze er gedurende bepaalde tijd hebben verbleven en niemand ze is komen ophalen.
- Wegens niet voldoen aan de raciale standaard. Witte boxerpuppies werden vroeger bijvoorbeeld door fokkers meteen naar de dierenarts gebracht voor euthanasie, omdat ze niet aan de standaard voldeden en een licht verhoogd risico op gezondheidsproblemen hadden. Overigens weigeren dierenartsen tegenwoordig gezonde dieren te euthanaseren.

Dierenliefhebbers en dierenartsen zijn vaak van mening dat soms te snel wordt overgegaan tot het afmaken van een dier, met name wanneer de werkelijke achterliggende reden blijkt dat het baasje eigenlijk genoeg heeft van het dier (en bovendien in sommige gevallen de gedragsproblemen zijn te herleiden tot de eigenaar). Kritiek op het afmaken van dieren uit ruimtegebrek door asiels heeft er bovendien toe geleid dat vermogende dierenliefhebbers speciale asiels hebben opgericht waar dieren niet gedood worden. Een controversieel aspect hiervan is echter dat dieren die niet kunnen worden geplaatst in deze asiels uiteindelijk toch in een 'gewoon' asiel belanden, waar ze alsnog worden afgemaakt.

## Manieren

### Fysische
- Schot (met name bij grotere dieren zoals paarden en koeien)
- Hersenschudding (+ bloeden)
- Decapitatie
- Cervicale dislocatie ( met name bij kleinere proefdieren)
- Elektrocutie door middel van een gerichte elektrische lading door de kop. Deze wijze wordt meestal toegepast op vee.
- Gerichte microgolven

### Chemische
- Inhalatie van giftige gassen: CO, inhalatie-anesthetica.
- Verstikking met inerte gassen, zoals helium of neon, wordt weinig toegepast.
- Injectie: barbituraten, T-61. Vaak ontvangt het dier eerst een barbituraat waardoor het in slaap valt, en volgt daarna het thanaticum. Dierenartsen volgen over het algemeen deze wijze bij honden, katten en andere huisdieren. Het voordeel van deze methode is dat de eigenaars rustig afscheid kunnen nemen van het dier terwijl het in slaap valt. Bovendien vertoont het dier minder spasmen en lijdt het minder dan wanneer het thanaticum direct wordt ingebracht, terwijl het hele proces toch vlot verloopt.
- Via huid of kieuwen.

## Proces
Bij dierenartsen vindt euthanasie meestal plaats in de kliniek, tenzij het een groot dier betreft als een grote hond, paard, koe of varken. In dat geval wordt het dier bij de eigenaar thuis geëuthaniseerd. De baasjes en bazinnen krijgen meestal eerst de kans afscheid te nemen van hun dier, waarna het met de eerste injectie door de dierenarts met een barbituraat in slaap wordt gebracht. Soms zal het dier misselijk worden en overgeven alvorens het in slaap valt. Hierop dient de dierenarts het thanaticum toe, waardoor het dier overlijdt. 
Wanneer de dierenarts de dood heeft geconstateerd wordt het dier ofwel aan de eigenaren teruggegeven, of begraven dan wel gecremeerd. De eigenaar zal het dier in veel gevallen in eigen tuin begraven en zal, wanneer het een geregistreerde rashond of -kat betreft, vaak ook de vereniging op de hoogte stellen van het overlijden van het dier. Soms wordt het lichaam doorgestuurd of opgehaald door een gespecialiseerd vernietigingsbedrijf. Er bestaan ook speciale dierenbegraafplaatsen en -uitvaartcentra. Het is soms zelfs mogelijk een begrafenisverzekering voor een dier af te sluiten.
Er bestaat ophef en kritiek over de verwerking van dierenkadavers in cosmetica, kunstmest, gelatine, farmaceutische producten en zelfs kippen- en veevoer. De verwerking van dierenkadavers in kippen- en veevoer leidde er zelfs toe dat de dieren uiteindelijk door hun eigen soortgenoten werden gegeten. Behalve dat dit als onethisch werd beschouwd, bleek het bij koeien ook een bron van verspreiding van BSE.